# 1536 w literaturze
Wydarzenia literackie w 1536 roku.

## Nowe książki
- polskie
- zagraniczne
  - Jan Kalwin – Institutio religionis christianae

## Nowe poezje
- polskie
- zagraniczne
  - Clément Marot, Psaumes

## Urodzili się
- Thomas Sackville, angielski dramaturg
- Jean Vauquelin de la Fresnaye, francuski poeta

## Zmarli
- 25 września – Jan Everaerts, niderlandzki poeta (ur. 1511)
- Garcia de Resende – portugalski poeta i antologista (ur. 1470)